# میخالوتسه
میخالوتسه (به مجاری: Nagymihály) یک شهرک با جمعیت ۴۰٬۰۲۷ نفر که در Michalovce District، اسلواکی واقع شده‌است.